# 제시카 로시
제시카 로시(이탈리아어: Jessica Rossi, 1992년 1월 7일~)는 이탈리아의 사격 선수로 주 종목은 트랩이다. 2012년 하계 올림픽 여자 트랩 종목에서 금메달을 획득했다.